# Charles Godfrey Gunther
Pour les articles homonymes, voir Charles Gunther.
Charles Godfrey Gunther (né le 7 février 1822, mort le 22 janvier 1885) est un homme politique américain qui a été maire de New York entre 1864 et 1866.
Il est né à New York dans une famille allemande qui venait d'immigrer deux ans auparavant. Pompier volontaire pendant plusieurs années, il a été actif dans l'organisation démocrate Tammany Hall. Il a été élu lors de sa deuxième candidature en 1863. Après sa carrière politique il a travaillé dans les chemins de fer.